# 신상문
신상문(1989년 11월 21일 ~ )은 대한민국의 전직 스타크래프트, 스타크래프트 II 프로게이머이다. 플레이 ID는 Sea.Leta. 종족은 테란이었으며, 스타2에서는 프로토스로 종족을 바꾸었다.
현재 아프리카에서 "신상문"이라는 이름으로 개인 방송 중이다.

## 선수 이력
2006년 상반기 드래프트에서 KOR의 5차 지명으로 입단하였다.
신상문은 2007년 프로리그 전기 시즌에 간간히 출전하면서 경험을 쌓았고, 5월 27일 삼성전자와의 경기 1세트에서 송병구를 격침시키면서 이변을 낳았다. 그러나 그 후에 계속 승패를 반복하면서 무명 아닌 무명으로 지내야 했다.
신상문은 2007년 스타브레인에 출연했는데, 당시의 신상문의 역할은 브레인이 전달하는 지령을 듣고 (반드시 따라해야 하는 것은 아니지만) 따라해야 하는 플레이어 역할이고 그 지령을 전달했던 브레인은 차재욱이었다. 당시 차재욱 브레인 팀은 웬만한 브레인 팀을 꺾고 끝내 결승전에서 염보성 브레인 팀을 꺾고 시즌 1 우승을 차지한다.
2008년 프로리그 시즌이 되면서 서서히 프로리그에서 실력을 발휘하게 되었다. 신상문은 승수를 쌓아가면서, 급기야 7월 초순에는 탈락 위기의 팀을 포스트시즌에 진출시켜줌으로써 스파키즈의 유망주로 떠올랐고, 2008 시즌에 부진했던 김창희를 대신해서 새로운 테란 에이스로 등장한다. 신상문은 2008시즌 플레이오프에서 김구현과 EVER 스타리그 2008 준우승자인 도재욱을, 결승전에서는 차명환을 격파하는 등 물오르는 기량을 발휘하고 있고 현재 08-09시즌도 49승 19패를 기록하면서 다승 4위에 올랐다.특히, 4~5라운드에서 보여준 [대저그전 투스타 레이스]운영은 그 누구보다도 뛰어난 극강의 레이스컨트롤과 이후 앞마당을 가져가면서 바이오닉체제전환을 하는 물흐르는 듯한 운영으로 새로운 패러다임을 일구었다. 그러나 아쉽게도 6강 CJ 엔투스 전에서 3연패를 기록하며 팀의 준 플레이오프 행 좌절의 가장 큰 원인으로 부각되었다.
개인리그엔 클럽데이 MSL에 첫 진출했지만, 전 시즌 정복자 박지수에게 1차전과 최종전에서 패해 조기탈락 하였다. 그 다음 시즌엔 BATOO 스타리그 08~09와 로스트사가 MSL 2009에 양대 진출을하며 개인리그 두각을 나타내는듯 싶었느나 온게임넷에서는 조별리그에서 2승1패를 했음에도 재경기끝에 아쉽게 탈락하고, MSL에서는 16강에서 최종병기 이영호를 잡는등 활약을 했지만 8강에서 전 팀동료 박찬수에게 2대3으로 아쉽게 패배했다. 다음 시즌인 아발론MSL에서는 정명훈과 이제동에게 연달아 패하며 죽음의 조를 뚫지 못했고, 박카스 스타리그 2009에서는 여유롭게 8강에 올랐으나 팀동료 문성진에게 흡수당하며 또다시 개인리그 좌절을 맛보게 된다.
차기시즌인 2009년 10월 MSL 서바이버 토너먼트에서는 김재춘에게 아쉬운 경기력으로 내리 2패를 당하며 서바이버 예선으로 떨어졌고, 11월 4일, EVER스타리그2009 36강에서 박재혁을 물리치고 올라온 박세정을 상대하게 되는데, 1경기는 엇박자 바카닉을 준비했으나 박세정이 옵저버 2개를 찔러넣는 센스를 발휘하며 1세트를 쉽게 가져간다. 그러나, E스포츠 역사에 남을만한 신상문의 근성은 2경기와 3경기에서 발휘되기 시작한다.
2세트 맵인 엘니뇨에서는 초반 입구서플라이가 파괴되고 리버,다크견제에 휘둘리는등 굉장히 불리한 초중반을 보냈던 신상문이 특유의 드랍십활용과 끊임없는 벌쳐를 통한 멀티견제로 드라마같은 역전승을 일궈낸다.
3세트 맵인 단장의 능선에서는 평소 프테전 토스맵이라 평가받던 단장의 능선에서 박세정은 6번째 프로브로 신상문에게 가스러쉬를 시도하려했으나 신상문이 선가스 빌드를 택하며 실패하지만, 곧바로 노게이트 더블넥서스 빌드를 시전하며 초반 빌드의 우위를 점한다. 이를 알아챈 신상문은 벙커링을 시도하지만 거의 아무런 피해없이 막혀버리고만다. 테란vs프로토스에서 테란이 맞이 할 수 있는 가장 최악의 상황에 놓이고 만 것이다. 하지만 신상문은 포기하지 않았다. 천천히 앞마당멀티를 하고 센터에 자리를 잡으며 버티기를 시도했고 이에 박세정은 막멀티를 시도하고 캐리어로 전환하는 적절한 선택을 한다. 이에 신상문은 고스트를 뽑아 핵으로 상대 멀티 넥서스를 파괴하고 락다운으로 다랑의 아비터, 캐리어를 잡는데 성공하지만, 초반의 극심한 불리함과 자원의 압박을 견디지 못하여 결국 자신의 본진에 뉴클리어를 쏘며 GG를 선언한다. 이경기는 각종 스타커뮤니티에서도 화제가 되었으며, 평소 신거품이라 불리며 안티팬이 많았던 신상문의 이미지가 급전환되어 많은 팬을 확보하게 된 명경기중의 명경기이다. 여담으로 박세정과 신상문의 현재 상대전적은 5:2로 신상문이 앞선다.
09-10 위너스리그 당시 위메이드 폭스상대로 올킬을 한이후 이영호가 속한 KT 롤스터로 상대로 이영호를 이기고 올킬을달성하면서 위너스리그에서만 2올킬을 하고 예전 전성기 기량을 되찾았다.
2010년 10월 하이트 스파키즈가 CJ 엔투스에 흡수 합병되면서 하이트 엔투스 소속이 되었다가 2011년 5월 네이밍 스폰서 계약기간이 만료되면서 다시 CJ 엔투스로 바뀌었다.
2012-2013 시즌을 앞두고 스타2에서 종족을 프로토스로 바꾸었다.
SK플래닛 스타크래프트 II 프로리그 12-13 4라운드를 앞두고 있었던 프로게이머 소양교육에도 불참했었고, 4라운드 로스터에서도 빠지며 은퇴설이 나오고 있었다.
2013년 5월 7일 CJ 엔투스 스타크래프트2 선수진들이 모여 은퇴행사를 진행했으며 그 뒤 동년 6월 14일, 모교였었던 전남과학대학교 e스포츠과를 방문해 강의도 하면서 사실상 은퇴 수순을 밟았다.

## 트리비아
- 신상문은 경기에서 승리할 때 가끔 돌려차기 혹은 백덤블링 세레모니를 하는데, 이에 대해 인터뷰에서 신상문은 “합기도는 공인 3단이고 초등학교 1학년 때부터 시작해서 7~8년 정도 했다”고 밝혔다.(합기도 세계대회 동메달 리스트이다.)[2]
- 신상문은 “원래 주종족은 프로토스였다. 그러다가 나중에 프로토스로는 지는 일이 거의 없으니 재미가 없어서 테란을 하게 됐다” 라며, “프로토스로는 전략만 잘 쓰면 아마추어들 사이에서는 거의 안 진다”라고 밝혔다.[2]

## PP 몰수패 사건
08-09 신한은행 프로리그 4라운드 3주차 4경기 2세트 (2009년 4월28일 경기)신상문과 김구현이(STX) 대결한 경기에서 신상문이 김구현의 셔틀견제를 막아내고 진출하려던 무렵 KESPA 공인 VGA카드 문제로 모니터에 오류가 생긴 문제로 pp로 경기 중지를 요청했다. 문제의 원인은 p를 2번만 입력했다는 것. 이에 창석준 심판은 신상문의 몰수패를 선언했고 얼떨결에 STX Soul는 1:1로 앞서나갔다.
이에 팬들은 "너무 했다", "긴박한 상황에서 PPP를 치든 PP를 치든 뭔 상관이냐", "이스포츠는 케스파 없어야 잘돌아가겠다", "축구 시합 중 급할 때 타임아웃이라 말해야 되는데 타임이라 말해 옐로 카드 받는 꼴", "솔직히 PPP 이 규정은 빠져야 한다", "정말 융통성없는 판결이다"이라는 투로 창석준 심판과 KeSPA(E-Sports협회)를 싸잡아 맹비난했다. 중계진들도 "김철민이나 철민이나 다 똑같거든요"라는 등의 말투로 심판의 판정에 의의를 놓았다. 경기는 STX가 3:1로 승리를 거두었지만 문제의 조항 13조와 8조가 겹친다는 사실이 알려지면서 한동안 커뮤니티에서 논란이 될 여지를 남겼었다.
뒤에 조항은 고쳐졌지만, 아직 미흡하다는 비난을 면치 못하고 있고, 이후 박태민의 2연속 몰수패로 인해 또다시 맹렬한 비난을 받았고, 현재도 규정 완화 및 심판 재량권 확대 등에 대한 후속 문제를 남긴채 파문이 가시지 않고 있다. 이 사건 이후 신상문이 'P'를 하나 더 못쳐서 몰수패 당했다는 점에 착안하여 'P'가 모자른 테란, 빈혈테란이라는 별명을 얻었다.
후에 창석준 심판이 스타 7224라는 프로그램에 출연해 이 일에 대한 언급을 했는데 “만약에 자기가 팬이었어도 저런 상황이 벌어졌다면 나를 욕했을 것”이라고 이야기를 했다.

## 신상문의 8강 징크스
테란 랭킹 10에 들어갈만큼 대단한 실력을 가지고 있는 신상문은 이상하게 개인리그 8강이상까지는 올라간적이 한번도 없다. 스타리그에서는 박카스 스타리그 2009 8강에서 당시 같은 소속팀이였던 문성진에게 2:1로 패배 대한항공 스타리그 2010 시즌2에서는 16강에서 김정우와 김택용을 잡고 진출하지만 8강에서 최종병기 이영호에게 2:0 패배 MSL에서는 로스트사가 MSL 2009에서 32강 박재혁과 박찬수를 잡고 16강 최종병기 이영호에게 2:1로 역전승을 했지만 8강에서 박찬수와 다시 만나 3:2로 역전패 당하였다. 후에 MSL 32강 2번 연속 2패탈락하는 계기가 되었다. ABC마트 MSL 32강에서 차명환과 박재혁을 잡고 16강에서 김민철을 잡고 8강에 진출하였으나 8강에서 최종병기 이영호에게 3:1로 패배를 당했다. 같은 테란게이머 염보성 또한 8강 이상으로 올라간적이 없다.

## 별명
- 미라클 보이 : 지금도 많이 쓰이는 별명으로 신상문의 대표적인 별명이다. 플레이오프 진출 여부가 걸린 경기에서 하루 2승을 거두며 (박지수, 구성훈) 팀을 플레이오프에 올려놓은 결정적 역할을 해서 붙여졌다.

- 에이스결정전의 사나이 : 신상문의 에이스결정전 승률이 높아서 붙여진 별명이다.
- 신거품 : 프로리그에서는 엄청난 활약을 보여주는 반면에 개인리그에서는 부진한 모습을 보여주어서 붙인 별명이다.
- 양민테란 : s급만 만나면 계속 약한 모습을 보여주어서 붙인 별명이다.

## 주요 기록

#### 주요 선수들과의 전적
신상문의 은퇴로 이 전적들은 모두 무변(無變)의 전적들이 됐다.
- 허영무

상대전적은 공식전만으로는 2:3, 비공식전까지 포함해 3:7로 밀리고 있다. 듀얼토너먼트 예선부터 프로리그 3경기까지 모두 완파당하였지만 신상문의 페이스가 좋아진 반면 허영무의 페이스는 2연속 준우승의 충격을 딛지 못하며 떨어지고 있었다. 이 틈을 이용한 신상문은 결국 신한은행 프로리그 08-09시즌에 설욕했다.
- 김택용

상대전적은 공식전만으로는 4:4 타이, 비공식전까지 포함하면 4:5로 밀리고 있다. 08시즌 당시 패배에 패배를 거듭하던 틈을 노려 격침시켰지만 페이스가 회복된 김택용에게는 4연패 중이다. 특히, 위너스리그 종료 직후 벌어진 종족최강전에서 김택용의 올킬 희생양이 되었다. 최근에 대한항공 스타리그 2010 시즌2 16강에서 (맵: 그랜드라인 SE)김택용 상대로 승리하였으며 신한은행 위너스리그 10-11에서도 투팩 타이밍러시로 김택용을 격침시켰다. 이후 SK플래닛 스타크래프트 프로리그 시즌2 2라운드 SKT전 후반전 5세트에서 다시 김택용에 승리했다.
- 이영호

테란에서 상위권을 달리는 2명의 경기는 사람들에게 관심을 보이고 있다. 상대전적은 공식전만으로는 5:11, 비공식전까지 포함하면 6:13으로 밀리고있다. 2010년 3월 13일 펼쳐진 신한은행 프로리그 09-10 3라운드에서 신상문이 역전승을 이뤄냈다. 그러나 WCG 2010 국가대표 선발전 16강과 대한항공 스타리그 2010 시즌2 8강에서 신상문이 이영호에게 각각 2:0으로 완패했다. 최근에는 ABC마트 MSL 2011 8강에서 3:1로 패배했다. 그러나 2011년 7월 24일에 열린 신한은행 프로리그 10-11 플레이오프 2차전 5세트에서 배틀과 레이스 싸움끝에 이영호를 물리쳤다. 이들의 라이벌 이름을 이영호의 꼼딩의 꼼 신상문의 신상눈에 눈을 따서 꼼눈록 이라고 한다. SK플래닛 스타크래프트 프로리그 시즌1 3라운드에서도 이영호를 만났으나 패배하였다. 전적은 많이 밀리고 있지만, 이영호를 상대로는 뛰어난 경기력을 여러번 선보였었다.
그러나 패배했다.
- 정명훈

두 선수는 전부 개인리그에서 만났는데, 바투 스타리그 08-09에서 2번 아발론 MSL에서 1번 경기를 치렀다. 프로리그 09-10시즌에서 신상문이 역전승을 이뤄내며 상대전적은 1:3으로 좁혀졌으나 피디팝 MSL 2010에서 32강 패자전에서 접전끝에 패배하며 2:4로 다시 격차가 벌어졌다.
- 이제동

상대전적은 공식전만으로는 2:6, 비공식전까지 포함하면 3:10으로 매우 열세이다. 인크루트 스타리그 2008 예선 4강에서 이제동이 2:0으로 이겼었고, 위너스리그에서는 신상문을 위너스리그 첫 역올킬의 희생양으로 삼았었다. 아발론 온라인 MSL 2009 32강 패자전에서 신상문은 자신이 가장 잘하고 있던 아웃사이더 맵에서 역시 자신의 주특기의 2스타레이스 전략을 사용하였지만 완벽하게 막히며 패배하였다. 이후 신한은행 프로리그 09-10에서도 2번 맞붙어서 모두 패했다. 하지만 신한은행 프로리그 10-11 6라운드 개막전에서 이제동에게 원팩 투스타 전략으로 처음으로 승리를 거두었고, 이후 SK플래닛 스타크래프트 프로리그 시즌1에서도 다시 만나 기발한 유닛조합으로 이제동을 다시 꺾었다. 그 후 2012년 6월, 미국에서 열린 MLG 4강에서는 이제동에 1:2로 패했다.
- 송병구

상대전적은 공식전만으로는 1:2 열세이나, 비공식전까지 합치면 2:2로 동률이다. 방송 경기 데뷔전에서 신상문은 대어였던 송병구를 격침시킨 적이 있었다. 그 해 가을에 리매치를 벌였는데, 이때는 신상문이 패배했다. 신한은행 프로리그 08-09 시즌이 끝난 후 비시즌기간 에 펼쳐진 경기에서는 신상문이 승리하였다.
- 이성은

이성은은 테란전을 잘하는 선수로 알려져 있으나 유독 신상문에겐 밀리는 면이 있다. 상대전적은 5:0으로 우세. 이성은의 은퇴로 이 전적은 변함없다.
- 김명운

상대전적은 8:3으로 앞서있다. 2008년 4월에 패배한 이후 5연승으로 신상문이 압도적으로 앞서나가고 있다. 특히 2009년 10월 말에 펼쳐진 프로리그 경기에서는 신상문이 하루에 김명운을 2번 격침시키면서 천적이미지를 만들어냈다. 그 이후 신한은행 프로리그 10-11에서 한경기씩 나눠가졌고, 다시 SK플래닛 스타크래프트 프로리그 시즌1에서 다시 한경기씩 나눠가졌다.
- 박상우

상대전적은 4:2로 앞서나갔다. 신한은행 프로리그 09-10시즌 초반 다승순위 3위를 달리고있는 박상우 상대로 하루 2번을 잡는 기염을 토해냈고 이스트로 킬러로 명성을 쌓아나갔지만 최근에는 한판 잡히게 됐다. 그러나 2011년 박상우의 갑작스러운 은퇴로 두 사람은 이제 만날 수 없게 되었다.
- 염보성

BATOO 스타리그 08~09 36강, 프로리그, WCG 2010 예선까지 공식전만으로는 4:3, 비공식까지 포함 7:3로 신상문이 압도적으로 앞서나가고 있다. 이영호와 더불어 염보성의 테란 천적으로 떠오르고 있다.
- 이재호

상대전적은 공식전만으로는 3:2, 비공식전까지 합치면 3:3으로 비등비등하다. 신한은행 프로리그 09-10시즌 3라운드 위너스리그에서 이재호가 하이트 스파키즈를 상대로 선봉 3킬을 이어나갈때 4세트에 신상문이 이재호를 상대로 압도적인 테테전운영으로 배틀크루져까지 가는 접전끝에 승리하게 되었다.
- 김구현

상대전적은 4:3으로 우세하다. 신상문은 신인시절 김구현을 2번잡아내는 기염을토했고 이후로 3연패를 하게 되었는데. 사실 신상문이 아웃사이더에서 경기를 80%잡고있는중이었지만 pp로인해 몰수패를 당하면서 이후로 3연패를 하게 된다. 하지만 신한은행 프로리그 09-10시즌 최근에 신상문이 김구현을 압도적인 운영으로 잡으면서 4:3을 이루게되었다.
- 윤용태

윤용태와의 상대전적도 3:3으로 비등하다. 이 두선수는 각 팀의 에이스로서 항상 에이스결정전에서만 경기를 하는 신기한 일이 발생하고 경기내용도 에이스다운 내용으로 대단하다.
- 김대엽

상대전적은 4:2로 우세하다. 신상문은 프로토스전에 약한 편이고 김대엽은 테란전에 강한 편이지만 김대엽은 신상문만 만나면 맥을 못 춘다. 신한은행 프로리그 08-09 2라운드, 신한은행 프로리그 09-10 3라운드, 신한은행 프로리그 10-11 1라운드에서 한번씩 만났는데 모두 신상문이 승리했다. 하지만 SK플래닛 스타크래프트 프로리그 시즌1 준플레이오프에서 만나 김대엽이 승리하면서 상대전적 3:1이 되었다. 바로 다음 날 다시 만나서 이번에는 신상문이 승리하면서 전적은 4:1이 되었다. 그러나 SK플래닛 스타크래프트 프로리그 시즌2 2라운드 CJ전 전반전 3세트에서는 다시 김대엽에 패했다. 그래도 상대전적은 4:2로 밀린다.염보성, 이신형, 박성균(전적은 얼마 안 되지만...), 변형태(비공식전까지 합치면...)와 함께 김대엽의 천적테란으로 알려져 있다.
- 차명환

상대전적은 6:1로 매우 우세. 피디팝 MSL 2010 2경기에서만 패했을 뿐, 신한은행 프로리그 2008 결승전에서 신상문이 승리, 신한은행 프로리그 09-10 3라운드와 4라운드 모두 신상문이 승리하였고, ABC마트 MSL 2011 승자전 역시 신상문이 승리하였다.
- 전상욱

상대전적은 1:3으로 밀린다. 신한은행 프로리그 2008 1라운드, 신한은행 프로리그 09-10 1라운드, 2010 MSL 서바이버 토너먼트 시즌1 4조 최종전에서 패했고, 신한은행 프로리그 09-10 2라운드에서만 승리했다. 전상욱의 은퇴로 둘은 이제 더 이상 만날 일이 없다.
- 박성균

상대전적은 공식전만으로는 4:0, 비공식전까지 합치면 4:2로 앞서있다. 비공식전인 1차 스타챌린지 2008 예선 G조 4강에서 0:2로 패하며 탈락했지만, 공식전 기록에서는 프로리그에서만 4차례 만났는데 신한은행 프로리그 08-09 2라운드 위메이드전 5세트, 신한은행 프로리그 08-09 5라운드 위메이드전 5세트, 신한은행 프로리그 09-10 3라운드 위메이드전 3세트, 신한은행 프로리그 10-11 2라운드 위메이드전 4세트까지 모두 승리하였다.
- 조병세

신한은행 프로리그 09-10 종료 이후 CJ 엔투스와 하이트 스파키즈가 하나로 통합되어서 두 선수는 신한은행 프로리그 10-11부터 SK플래닛 스타크래프트 II 프로리그 12-13까지 같은 팀 소속이 되었었지만 다른 팀일 때는 4차례나 만났었는데, 상대전적에서 0:4로 밀려 있다. 신한은행 프로리그 08-09 2라운드 CJ전 2세트에서 패배하면서 신상문의 테란전 연승행진이 종료됐고, 신한은행 프로리그 08-09 6강 플레이오프 1차전 CJ전 5세트에서도 패했고, 다음날 신한은행 프로리그 08-09 6강 플레이오프 2차전 CJ전 4세트도 패배, 신한은행 프로리그 09-10 3라운드 CJ전 5세트도 패하면서 지금의 0:4가 되었다. 두 선수는 SK플래닛 스타크래프트 II 프로리그 12-13 시즌까진 같은 팀이었으며 특별전이나 개인리그 외에는 만날 일이 없었다.
- 조일장

상대전적은 공식전만으로는 7:2, 비공식전까지 합치면 7:4로 월등하게 앞서있다. 2008 MSL 서바이버 토너먼트 시즌3 9조 1경기에서 처음 만나서 신상문이 승리했고, 이어 바투 스타리그 08-09 16강 B조 1경기에서는 신상문이 승리, 바투 스타리그 08-09 16강 B조 재경기 3경기에서 조일장에 한경기를 내주긴 했지만, 박카스 스타리그 2009 16강 D조 2경기에서는 다시 신상문이 승리하였고, 이어 2010 MSL 서바이버 토너먼트 시즌 1 4조 패자전에서도 신상문이, 피디팝 MSL 2010 서바이버 토너먼트 8조 승자전도 신상문, 신한은행 프로리그 10-11 2라운드 STX전 1세트도 신상문이 승리하면서 조일장전 4연승을 달리다가 신한은행 프로리그 10-11 3라운드 STX전 1세트에서 한경기를 내주긴 했지만, 신한은행 프로리그 10-11 5라운드 STX전 2세트에서 다시 승리, 그러나 스타리그 2011 프로-암 예선 E조 결승에서 0:2로 패하고 탈락하면서 지금의 공식전만은 7:2, 비공식전까지의 기록인 7:4가 되었다. 조일장의 사실상 은퇴로 이 전적은 그대로 굳혀진다.
- 민찬기

상대전적 공식전만은 4:0, 비공식전까지 합쳐서 5:0으로 크게 앞서있다. 2008년 3월, 비공식전인 라이벌 배틀 브레이크 4차전 4세트에서 만나 승리, 이어 공식전들인 신한은행 프로리그 08-09 2라운드 MBC게임전 3세트 신상문 승리, 신한은행 프로리그 09-10 1라운드 공군전 2세트도 신상문, 신한은행 프로리그 09-10 4라운드 공군전 2세트도 신상문, 신한은행 프로리그 10-11 1라운드 공군전 5세트도 승리하면서 지금의 4:0이 되었다. 참고로 신한은행 프로리그 08-09때 민찬기전은 신상문이 테란전 10연승 기록을 세웠던 경기다. 민찬기는 사실상 은퇴를 하여서 다신 영구히 만날 일이 없다.
- 김승현

상대전적 3:0으로 우세. 신한은행 프로리그 08-09 3라운드 웅진전 4세트에서 신상문 승리, 신한은행 프로리그 08-09 4라운드 웅진전 1세트도 승리, 신한은행 프로리그 09-10 3라운드 웅진전 5세트도 신상문이 승리했다.
- 박지수

상대전적은 공식전만은 5:2, 비공식전까지 합치면 5:3으로 앞서있다. 신한은행 프로리그 2008 2라운드 르까프전 4세트에서 신상문이 승리하고 이어 5세트 구성훈전도 승리하면서 팀을 포스트시즌으로 이끌었고, 클럽데이 온라인 MSL 2008 32강 A조 1경기에서 한경기를 지긴 했지만, 신한은행 프로리그 08-09 2라운드 르까프전 3세트, 신한은행 프로리그 08-09 4라운드 KTF전 5세트, 그러나 비공식전인 경남 - STX컵 마스터즈 2009 4-5위전 KT전 2세트에서는 박지수가 승리, 신한은행 프로리그 08-09 5라운드 KT전 5세트, 신한은행 프로리그 09-10 3라운드 KT전 2세트까지 승리하면서 공식전만으로 4연승을 이어나가다가 신한은행 프로리그 09-10 5라운드 KT전 5세트에서 패배하면서 공식전만에서의 연승이 끊겼지만 그래도 상대전적은 공식전만으로는 5:2, 비공식전까지 합치면 5:3이다. 박지수의 갑작스런 은퇴로 둘은 이젠 만날 일이 없다.
- 임진묵

상대전적은 3:1로 앞서 있다. 신한은행 프로리그 08-09 1라운드 웅진전 1세트에서는 처음 만나 패했지만, 이후 2009 MSL 서바이버 토너먼트 시즌2 4조 패자전, 신한은행 프로리그 09-10 2라운드 웅진전 1세트, 신한은행 프로리그 10-11 6라운드 공군전 5세트에서는 신상문이 승리하며 신상문이 임진묵전 3연승 중이다.
- 박세정

상대전적 5:2로 앞서있다. 위의 박지수에 공식전만으로 앞서있는 전적 5:2와 똑같으며 박지수완 비공식전으로는 5:3으로 앞선다. 두선수의 첫만남은 신한은행 프로리그 08-09 4라운드 위메이드전 3세트였는데, 여기서 승리하며 신상문이 팀의 승리를 확정지었다. 하지만 에버 스타리그 2009 36강 K조 2차전에서 접전 끝에 1:2로 패하며 16강 본선 진출엔 실패. 그러나 그 뒤로는 만나는 족족 승리만 했는데, 신한은행 프로리그 09-10 3라운드 위메이드전 1세트에서 승리하였고 덩달아 선봉올킬까지 달성했으며, 이듬해 신한은행 프로리그 10-11 4라운드 위메이드전 1세트에서도 승리했으며, 2011 MSL 서바이버 토너먼트 11조 2경기에서도 승리하였다. 여담으로 당시에 박세정은 패자전에서도 패하면서 공식전 11연패에 빠져버리고 말았었다.
- 이신형

상대전적 3:0 퍼펙트. 신한은행 프로리그 09-10 4라운드 STX전 3세트에서 처음 만나 승리했으며, SK플래닛 스타크래프트 프로리그 시즌1 1라운드 STX전 2세트에서도 다시 만나 승리했으며, 3라운드 STX전 3세트에서도 다시 만나 승리하였다.
- 고석현

상대전적 공식전만으로는 2:0, 비공식전까지 합치면 4:2 역시 강세. 첫만남은 비공식전인 2006 3차 듀얼토너먼트 예선 3조 16강으로 이때 2:0 승리, 그러나 역시 비공식전인 1차 스타챌린지 2007 예선 오전 A조 8강에서는 0:2 설욕당하며 탈락, 공식전인 신한은행 프로리그 2008 2라운드 MBC게임전 4세트와 신한은행 프로리그 08-09 4라운드 MBC게임전 2세트는 모두 승리했다. 고석현은 스타2 전향으로 다신 만날 일이 없다.
- 신대근

첫만남은 2007년 12월 20일 2군 평가전에서 시작된다. 이때 신상문이 승리하였다. 하지만 2008년 2월 4일 MSL 서바이버 토너먼트에서 신대근이 전성기시절 신상문을 2:1로 꺾어내며 2:2 동률로 만들었다. 2009년에서는 신상문이 신대근과 프로리그에서 두번만나 모두 승리하며 4:2로 앞서게 되었으나, 대한항공 스타리그 2010 시즌1 36강에서 신대근이 신상문에게 2:0 셧아웃 승리하며 다시 비공식전 포함해 4:4 동률로 만들었다. 공식전만으로는 2:2다. 여기서 재밌는점은 다전제에서는 신대근이 모두 이겼고 단판전에서는 신상문이 모두 이겼다는 점이다.
- 박수범

박수범과의 관계는 2007년 2군 평가전에서 시작된다. 비록 비공식전이긴 하지만 신상문의 승리로 끝이 났다. 그 이후 15차 MSL 서바이버 토너먼트 예선 결승에서 신상문은 박수범과 맞붙는데, 당시 엄청난 기세로 프로리그 결승행을 안겨준 신상문이나 이제동을 꺾고 올라온 박수범이나 모두 쟁쟁한 신인들의 대결이었다. 경기 결과는 신상문의 2:0 승리. 그 후 라이벌 배틀 브레이크에서도 신상문은 박수범에게 승리하였다. 대한항공 스타리그 2010 시즌1 예선 결승에서도 2:1로 승리하였다. 상대 전적은 공식전만으로는 0:3으로 밀리나, 비공식전까지 포함하면 7:6으로 신상문이 앞선다. 박수범이 사실상 은퇴를 선언하면서 이 전적은 변함이 없게 되었다.

#### 전적
통산전적 (12.09.07 기준, 스타2 전적포함)
|             | 경기 | 승-패   | 승률  |
| ----------- | ---- | ------- | ----- |
| 대 테란     | 123  | 76–47   | 61.8% |
| 대 저그     | 111  | 69–42   | 62.2% |
| 대 프로토스 | 93   | 47–46   | 50.5% |
| 총합        | 327  | 192–135 | 58.7% |

### 개인리그

#### 스타크래프트
- 2006년 제20회 커리지매치 입상
- 2008년 클럽데이 온라인 MSL 2008 32강
- 2008년 BATOO 스타리그 08~09 16강
- 2009년 로스트사가 MSL 2009 8강
- 2009년 아발론 MSL 2009 32강
- 2009년 박카스 스타리그 2009 8강
- 2009년 EVER 스타리그 2009 36강
- 2010년 대한항공 스타리그 2010 Season 1 36강
- 2010년 대한항공 스타리그 2010 Season 2 8강
- 2010년 박카스 스타리그 2010 36강
- 2010년 피디팝 MSL 2010 32강
- 2011년 ABC마트 MSL 2011 8강
- 2015년 VANT 36.5 대국민 스타리그 32강

#### 스타크래프트 II
- 2012년 MLG Starcraft II Invitational 초청전 8강